# Jardim Silveira
Jardim Silveira é um distrito do município brasileiro de Barueri, que integra a Região Metropolitana de São Paulo.

## História

### Origem
O loteamento Jardim Silveira foi lançado em 1956/57 pela Imobiliária Mirante, de propriedade de Omar Roberto Vergara Silveira (de onde se originou o nome do distrito). Com o crescimento do loteamento, a Estrada de Ferro Sorocabana inaugura a Parada Jardim Silveira em 1961.

### Formação administrativa
- Distrito criado pela Lei n° 8.092 de 28/02/1964, com sede no bairro de igual nome e com território desmembrado do distrito da sede do município de Barueri[4][5].

## Geografia

### Demografia

#### População urbana
| Crescimento população urbana | Crescimento população urbana | Crescimento população urbana | Crescimento população urbana |
| Censo                        | Pop.                         |                              | %±                           |
| ---------------------------- | ---------------------------- | ---------------------------- | ---------------------------- |
| 1970                         | 7 217                        |                              | —                            |
| 1980                         | 15 443                       |                              | 114,0%                       |
| 1991                         | 31 416                       |                              | 103,4%                       |
| 2000                         | 50 719                       |                              | 61,4%                        |
| 2010                         | 58 949                       |                              | 16,2%                        |
| Fonte: IBGE e Fundação SEADE |                              |                              |                              |

#### População total
Pelo Censo 2010 (IBGE) a população total do distrito era de 58 949 habitantes.

### Área territorial
A área territorial do distrito é de 3,961 km².

## Serviços públicos

### Registro civil
Atualmente é feito no próprio distrito, pois o Cartório de Registro Civil das Pessoas Naturais ainda continua ativo.

### Transportes

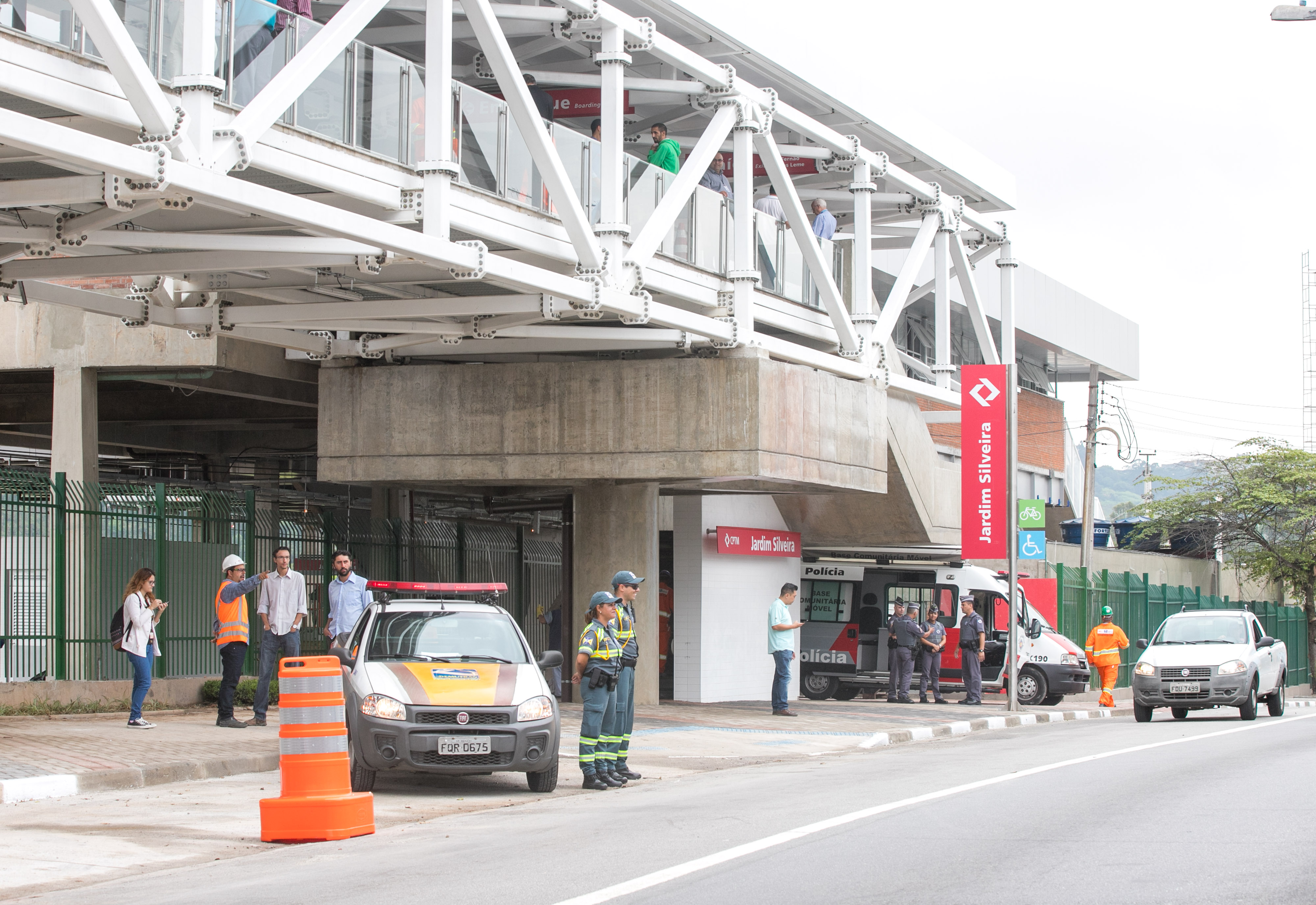
Estação Jardim Silveira.

#### Trem metropolitano
O distrito é atendido pela Estação Jardim Silveira da Linha 8 do Trem Metropolitano de São Paulo.

### Saneamento
O serviço de abastecimento de água é feito pela Companhia de Saneamento Básico do Estado de São Paulo (SABESP).

### Energia
A responsável pelo abastecimento de energia elétrica é a Enel Distribuição São Paulo, antiga Eletropaulo.

### Telecomunicações
O distrito era atendido pela Telecomunicações de São Paulo (TELESP), que inaugurou a central telefônica utilizada até os dias atuais. Em 1998 esta empresa foi vendida para a Telefônica, que em 2012 adotou a marca Vivo para suas operações.

## Religião
O Cristianismo se faz presente no distrito da seguinte forma:

### Igreja Católica
- A igreja faz parte da Diocese de Osasco[18].

### Igrejas Evangélicas
- Assembleia de Deus - O distrito possui congregação da Assembleia de Deus Ministério do Belém, Setor 10 - Barueri[19][20].
- Congregação Cristã no Brasil[21].